# Fútbol Sala Femenino UCAM Murcia
El FSF UCAM Murcia, fue un equipo español de fútbol sala femenino situado en Murcia, España. Fue fundado en 1988 y en el año 2020 desapareció.

## Inicio
El F.S.F. UCAM Murcia nació con un grupo de niñas del barrio La Purísima de Murcia, que se organizó como 
equipo en 1982. Fue en 1988 cuando se fundó el Club, que se llamaría Asociación Deportiva Olimpia. Ante la 
ausencia de clubes durante varios años únicamente jugaron partidos amistosos y formaron parte de la Copa 
de La Reina como representante de Murcia. En la temporada 95-96 se organizó la primera liga de la Región 
de Murcia, quedando campeonas, lo que permitió al club participar la temporada siguiente en División de 
Plata, en el grupo 2º con Andalucía, obteniendo el primer puesto y consiguiendo así el ascenso directo a 
División de Honor. Tras dos primeras temporadas en División de Honor, sufriendo en lo deportivo y en lo 
económico, fue en la tercera con el fichaje de Sofía y el Espónsor de Artelhogar cuando cambió el rumbo del 
club, consiguiendo un meritorio quinto puesto. Pero el cambio radical se produjo con el patrocinio de la 
Universidad Católica San Antonio a partir de la temporada 00-01, de tal importancia que decidimos en el 
año 2001 cambiar la denominación del Club pasando a ser Fútbol Sala Femenino UCAM Murcia.
En mayo de 2020 desaparece el equipo.

## Uniforme

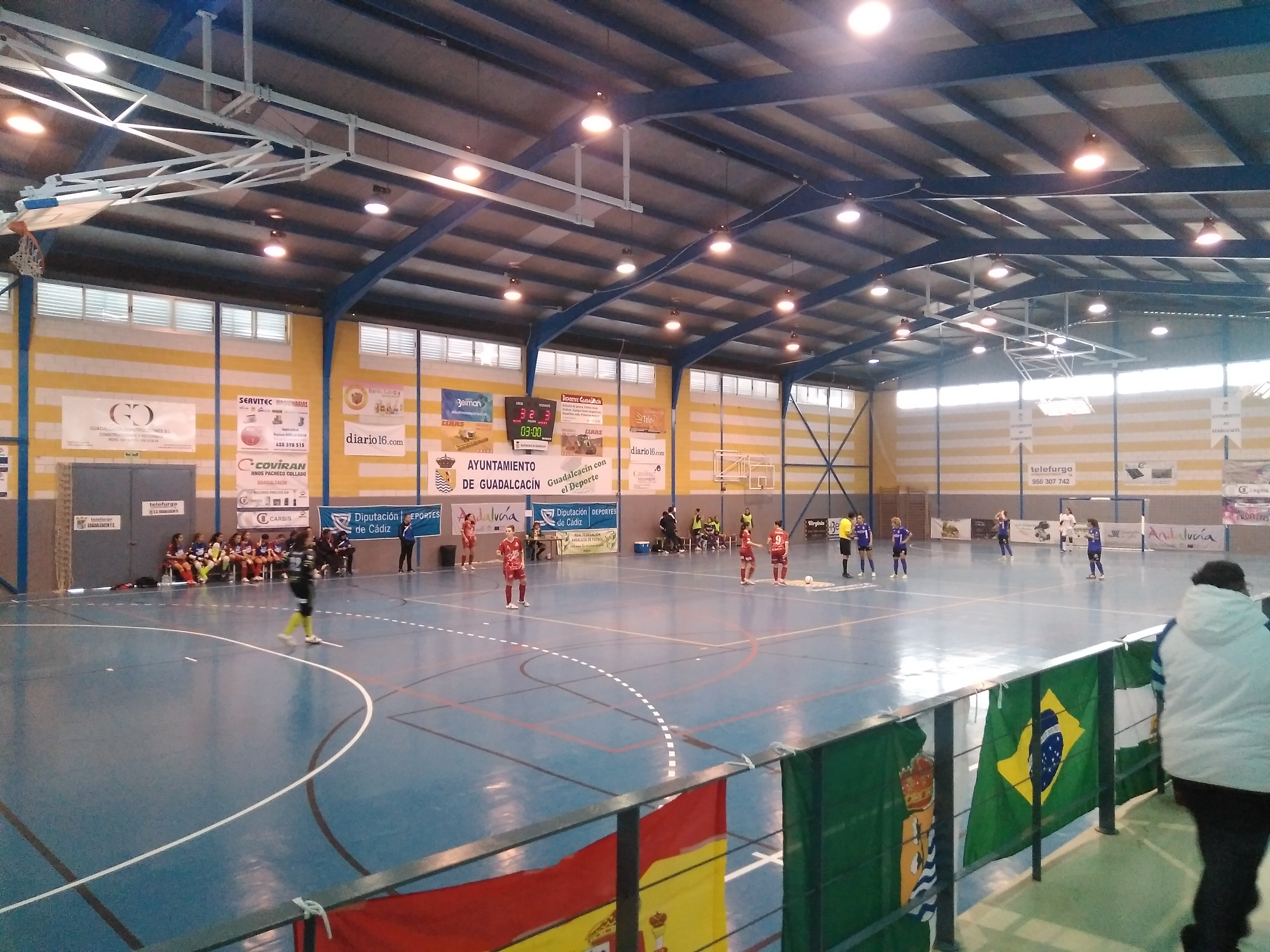
Dieciseisavos de final de la Copa de la Reina 2019

- Uniforme titular: Camiseta de color blanca con detalles rojo, pantalón blanco, medias blancas.
- Uniforme alternativo: Camiseta de color rojo, pantalón negro, medias rojas.

## Estadio
El equipo juega en el pabellón José María Cagigal, situado en la calle Auditorium 3, en la ciudad de Murcia. La superficie del terreno de juego es de parqué.

## Palmarés

### Títulos nacionales
| Competición                   | Títulos            | Subcampeonatos |
| ----------------------------- | ------------------ | -------------- |
| Primera División Nacional (2) | 2001-02 y 2002-03. | 2003-04.       |
| Copa de España (3)            | 2002, 2003 y 2005. | 2004 y 2009.   |
| Supercopa de España (1)       | 2005.              | 2003 y 2004.   |